# Сомерсет, Чарльз, маркиз Вустер
Чарльз Сомерсет, маркиз Вустер (англ. Charles Somerset, Marquess of Worcester; 25 декабря 1660 — 13 июля 1698) — английский дворянин и политик.

## Биография
Родился 22 декабря 1660 года в Лондоне. Старший оставшийся в живых сын Генри Сомерсета, 1-го герцога Бофорта (1629—1700), и Мэри Капель (1630—1715), С 1667 по 1682 год он был известен как лорд Герберт из Рагалана, а с 1682 по 1698 год — маркиз Вустер. Он посещал Крайст-Черч, Оксфордский университет, поступил в университет в 1677 году и получил степень магистра искусств в 1682 году.
В июне 1673 года Чарльз Сомерсет был избран самым молодым (в возрасте 12 лет) членом Королевского общества.
Он был комиссаром по оценке Брекона (1677—1679), Глостершира, Мидлсекса, Монмута и Брекона (1689—1690). В 1681 году он отправился в Нидерланды.
Он был назначен полковником милиции в Бристоле (1682—1685) и был членом Совета марок Уэльса (1682—1689). Он был назначен хранителем рукописей (Custos Rotulorum) графства Радноршир (1682—1689) и заместителем лейтенанта Монмутшира (1683—1687), Уилтшира (1683—1688) и Глостершира (1685—1687).
Чарльз Сомерсет был членом Комитета Британской Ост-Индской компании (1683—1691). Он был полковником пехотного полка (1685—1687). Также заседал в Палате общин Англии от Монмута (1677—1679, 1679—1680, 1685), Монмутшира (1679, 1685—1695), Глостера (1681—1685) и Глостершира (1685—1689).

## Частная жизнь
6 июня 1682 года маркиз Вустер женился на Ребекке Чайлд (ок. 1666 — 17 июля 1712), дочери сэра Джосайи Чайлда из Уонстеда, 1-го баронета (1630—1699), и Мэри Этвуд, сестре Ричарда Чайлда, 1-го графа Тилни. У них было, по крайней мере, двое детей:
- Генри Сомерсет, 2-й герцог Бофорт (2 апреля 1684 — 24 мая 1714), его наследник и преемник его отца
- Леди Генриетта Сомерсет (27 августа 1690 — 9 августа 1726), жена с 1713 года Чарльза Фицроя, 2-го герцога Графтона (1683—1757).

После его смерти в результате несчастного случая с каретой в 1698 году Чарльз Сомерсет был похоронен в Раглане. Чарльз умер раньше своего отца, 1-го герцога Бофорта, и после смерти герцога герцогский титул перешел к сыну Чарльза Генриху. Его вдова снова вышла замуж в 1703 году за достопочтенного Джона Гренвиля (? — 1707).